# Japan Ice Hockey League 1972/73
Die Saison 1972/73 war die siebte Spielzeit der Japan Ice Hockey League, der höchsten japanischen Eishockeyspielklasse. Meister wurden zum insgesamt dritten Mal in der Vereinsgeschichte die Seibu Prince Rabbits. Topscorer mit 33 Punkten wurde Koji Iwamoto von Meister Seibu Prince Rabbits. 

## Modus
In der Regulären Saison absolvierte jede der fünf Mannschaften insgesamt zwölf Spiele. Der Erstplatzierte nach der Regulären Saison wurde Meister. Für einen Sieg erhielt jede Mannschaft zwei Punkte, bei einem Unentschieden einen Punkt und bei einer Niederlage null Punkte.

## Reguläre Saison

### Tabelle
|    | Team                     | GP | W  | L  | T | GF | GA  | Pts |
| -- | ------------------------ | -- | -- | -- | - | -- | --- | --- |
| 1. | Seibu Prince Rabbits     | 12 | 10 | 2  | 0 | 98 | 31  | 20  |
| 2. | Ōji Eagles               | 12 | 7  | 3  | 2 | 58 | 34  | 16  |
| 3. | Kokudo Ice Hockey Club   | 12 | 7  | 5  | 0 | 50 | 45  | 14  |
| 4. | Iwakura Ice Hockey Club  | 12 | 4  | 6  | 2 | 61 | 48  | 10  |
| 5. | Furukawa Ice Hockey Club | 12 | 0  | 12 | 0 | 28 | 137 | 0   |

GP = Spiele, W = Siege, L = Niederlagen, T = Unentschieden

### Toptorschützen
|    | Spieler           | Team     | Tore |
| -- | ----------------- | -------- | ---- |
| 1. | Osamu Wakabayashi | Seibu    | 17   |
| 2. | Koji Iwamoto      | Seibu    | 14   |
| 3. | Tsutomu Hanzawa   | Seibu    | 13   |
| 3. | Hideo Inose       | Furukawa | 13   |
| 5. | Hideaki Kurokawa  | Ōji      | 12   |

## Auszeichnungen
- Most Valuable Player – Koji Iwamoto, Seibu Prince Rabbits

## All-Star-Team
| Tor          | Toshimitsu Otsubo (Ōji) | Toshimitsu Otsubo (Ōji) | Toshimitsu Otsubo (Ōji)   | Toshimitsu Otsubo (Ōji)   | Toshimitsu Otsubo (Ōji) | Toshimitsu Otsubo (Ōji) |
| Verteidigung | T. Omary (Kokudo)       | T. Omary (Kokudo)       | T. Omary (Kokudo)         | Hiroshi Hori (Seibu)      | Hiroshi Hori (Seibu)    | Hiroshi Hori (Seibu)    |
| Sturm        | Koji Iwamoto (Seibu)    | Koji Iwamoto (Seibu)    | Osamu Wakabayashi (Seibu) | Osamu Wakabayashi (Seibu) | Takao Hikigi (Ōji)      | Takao Hikigi (Ōji)      |